# Die letzten Tage von Pompeji
Die letzten Tage von Pompeji (engl. The Last Days of Pompeii) ist ein Roman von Edward Bulwer-Lytton aus dem Jahre 1834.

## Handlung
Erzählt wird die Geschichte des jungen, reichen Griechen Glaukus und seiner Geliebten Jone, die um 79 n. Chr. in Pompeji leben. Glaukus, der das Leben eines verwöhnten Adligen führt und seine Tage in der Gesellschaft nichtsnutziger, neureicher Tagediebe wie etwa des Patriziers Clodius und des Freigelassenen Diomed verbringt, ändert seine Lebensweise abrupt, als er Jone begegnet. Diese ist, wie auch ihr Bruder Apaecides, ein Mündel des ägyptischen Isispriesters Arbaces, der sie begehrt. Apaecides, von Arbaces in der ägyptischen Religion unterwiesen, ist enttäuscht von dem technischen Mummenschanz, mit dem Arbaces die Gläubigen beeindruckt, und wendet sich nach langen Gesprächen mit dem Christen Olinth dessen Glauben zu. Glaukus und Jone treffen sich und sind auf den ersten Blick verliebt, doch ihrer Liebe stehen einige Hindernisse entgegen. Die reiche Julia etwa will Glaukus für sich und bestellt darum bei Arbaces einen Liebestrank. Dieser jedoch will Glaukus als einen Nebenbuhler loswerden und lässt ihr darum ein Gebräu zukommen, das seinen Konsumenten für einige Zeit wahnsinnig werden lässt. In Glaukus verliebt ist auch Nydia, ein blindes Sklavenmädchen, das er von ihren brutalen Besitzern kauft, aber nicht behält, sondern Jone schenkt. An Julia verliehen, wird sie zur Botin des Wahnsinnstranks und hofft, der „Liebestrank“ werde Glaukus für sie, nicht für Julia, entflammen.
Während Glaukus das Gebräu zu sich nimmt, trifft Apaecides auf seinen ehemaligen Lehrmeister Arbaces und droht ihm, dessen Religion als bloße Trickserei zu entlarven. Hieraufhin tötet Arbaces ihn mit einem Stilus und stellt den zufällig in Wirrnis vorbeistolpernden Glaukus als Täter hin, der daraufhin zum Tod in der Arena verurteilt wird. Beim Versuch, Glaukus’ Verhaftung zu verhindern und den Verdacht auf Arbaces als möglichen Mörder zu lenken, wird auch der Christ Olinth gefangen genommen und wegen Gotteslästerung verurteilt. Einziger Zeuge des Verbrechens ist der Isis-Priester Kalenus. Als dieser an Arbaces herantritt, um ihn zu erpressen, sperrt ihn der in seine angebliche Schatzkammer ein, um ihn dort verhungern zu lassen. Es gelingt jedoch Nydia, die wegen ihres Wissens um den Trank ebenfalls in Arbaces’ Haus gefangensitzt, eine Botschaft an Glaukus’ Freund Sallust zu senden, woraufhin dieser beide befreit.
Während ihrer gemeinsamen Gefangenschaft kommen sich Glaukus und Olinth näher, und Glaukus bekundet zunehmend Interesse am christlichen Glauben, ohne sich jedoch vollends überzeugen zu lassen, den alten Göttern abzuschwören. Am Tag ihrer gemeinsamen Hinrichtung in der Arena, wozu man einen Löwen und einen Tiger importiert hat, wird Glaukus in die Arena geführt, um, nur mit einem Stilus ausgestattet, gegen den Löwen zu kämpfen. Dieser jedoch wittert den nahenden Vulkanausbruch und zieht sich, statt anzugreifen, ängstlich in seinen Käfig zurück. Nun taucht Sallust mit Kalenus und Nydia als Zeugen auf und klagt den ebenfalls anwesenden Arbaces des Mordes an. In diesem Moment bricht der Vesuv aus, und Arbaces nutzt den entstehenden Tumult, um zu entkommen. Nydia führt Glaukus, Jone und Sallust durch das Chaos der Straßen, auf die der Ascheregen niederfällt, zum Hafen, von wo sie entkommen, während Arbaces, Clodius und der Priester Kalenus wie Tausende anderer den Tod finden.
Im Wissen, dass Glaukus sie niemals liebe, sondern ihr nur Zuneigung entgegenbringen werde, ertränkt Nydia sich. Glaukus und Jone entkommen nach Athen, Glaukus’ Heimat, wo er ebenfalls zum Christentum konvertiert, wie er Sallust nach Rom schreibt.

## Ausgaben
Erstausgabe:
- The last days of Pompeii. Richard Bentley, London 1834.

Deutsche Übersetzungen:
- Die letzten Tage Pompejis. Übersetzt von Friedrich Notter. Metzler, Stuttgart 1834. Neuausgabe als: Die letzten Tage von Pompeji. Insel, Frankfurt am Main 2003, ISBN 3-458-32501-8.
- Pompeji’s letzte Tage. Übersetzt von Georg Nikolaus Bärmann. Schumann, Zwickau 1835.
- E. L. Bulwer’s die letzten Tage von Pompeji. Neu bearbeitet und mit einer historisch-topographischen Einleitung vermehrt von Friedrich Förster. Ferdinand Riegel, Potsdam 1837.
- Die letzten Tage von Pompeji. Übersetzt von Wilhelm Schöttlen. Scheible, Rieger & Sattler, Stuttgart 1845.
- Die letzten Tage von Pompeji. Übersetzt von Günter Jürgensmeier. Gekürzt von Karl Wilding. Weichert, Berlin 1906, DNB 572560869.
- Die letzten Tage von Pompeji. Übersetzt von Richard Zoozmann. Neu bearbeitet von K. Walther. Franckh, Stuttgart 1913, DNB 579278255.
- Die letzten Tage vom Pompeji. Übersetzt von Otto von Czarnowski. Reclams Universal-Bibliothek #741, Leipzig 1917, DNB 579000222.
- Die letzten Tage von Pompeji. Bearbeitet von J. R. Woworsky. Pallas-Verlag Knaeps, Baden-Baden 1947, DNB 450695964.
- Die letzten Tage von Pompeji. Übersetzt von Richard Maurice Baring. Droemer/Knaur, München und Zürich 1958, DNB 450696073.
- Die letzten Tage von Pompeji. Übersetzt von Günter Jürgensmeier auf Grundlage mehrerer älterer Übersetzungen. Mit Nachwort und Zeittafel von Jürgen Kamm. Artemis & Winkler, Düsseldorf & Zürich 2000, ISBN 3-538-06849-6. Auch: Deutscher Taschenbuch-Verlag, München 2000, ISBN 3-423-12778-3.

## Verfilmungen
Der Roman wurde mehrfach verfilmt, darunter:
- im Jahr 1900: Die letzten Tage von Pompeji (1900) (The last Days of Pompeii), Regie Walter R. Booth
- im Jahr 1908: Die letzten Tage von Pompeji (1908) (Gli ultimi giorni di Pompeii)
- im Jahr 1913: Die letzten Tage von Pompeji (1913)
- im Jahr 1926: Die letzten Tage von Pompeji (1926) (Gli ultimi giorni di Pompei)
- im Jahr 1935: Der Untergang von Pompeji, auch Die letzten Tage von Pompeji (1935)
- im Jahr 1959: Die letzten Tage von Pompeji (1959)
- im Jahr 1984: Die letzten Tage von Pompeji (1984)

## Hörspiel
- Europa Hörspiele (1971)